# Protolycosa
Genre
Protolycosa est un genre fossile d'araignées de la famille des Arthromygalidae.

## Distribution
Les espèces de ce genre ont été découvertes en Silésie en Pologne et dans les Cévennes en France. Elles datent du Carbonifère.

## Liste des espèces
Selon The World Spider Catalog 18.0 :
- † Protolycosa anthracophilia Roemer, 1866
- † Protolycosa cebennensis Laurentiaux-Viera & Laurentiaux, 1963

## Publication originale
- Roemer, 1866 : Protolycosa anthracophila, eine fossile Spinne aus dem Steinkohlengebirge Oberschlesiens. Neues Jahresbuch für Mineralogie, Geologie und Paläontologie, p. 136-143 (de).